# Vlakke schijfhoren
De vlakke schijfhoren (Hippeutis complanatus) is een slakkensoort uit de familie van de Planorbidae. De wetenschappelijke naam van de soort werd, als Helix complanata, in 1758 gepubliceerd door Carl Linnaeus in de tiende editie van Systema naturae.

## Beschrijving
De vlakke schijfhoren is een zoetwater huisjesslak met een klein omhulsel die bijna perfect planispiraal is en de vorm heeft van een lens. De schelp is ongeveer 4x zo breed als hoog; met een breedte tot 5,1 mm en hoogte tot 1,5 mm (meestal kleiner). De tot vier windingen nemen snel in grootte toe en overlappen elkaar. De laatste winding is breed, met een tamelijk duidelijk, matig scherpe kiel, die op halve hoogte ligt. De kleur van de schelp varieert van gebroken wit tot bruingeel. Het dier zeft is grijsgeel gekleurd, met donkere tentakels, die aan de 'rugzijde' oplichten.

## Verspreiding en leefgebied
De soort wordt aangetroffen in de Palearctische zone, inclusief Europa. Deze slak leeft in vijvers en sloten en geeft de voorkeur aan calciumrijk water.
Anisus:
leucostoma · 
septemgyratus · 
spirorbis · 
vortex · 
vorticulus

Gyraulus:
acronicus · 
albus · 
chinensis · 
crista · 
laevis · 
parvus · 
riparius · 
rossmaessleri

Planorbarius:
corneus · 
†peetersi · 
Planorbella:
anceps · 
duryi · 
trivolvis · 
Planorbis:
carinatus · 
planorbis

Overig:
Bathyomphalus contortus · Helisoma nigricans · Hippeutis complanatus · Menetus dilatata · Segmentina nitida